# موش‌تیغی دیناگات
موش‌تیغی دیناگات(نام علمی: Podogymnura aureospinula) نام یک گونه از سرده پاموش‌تیغی‌ها است.